# Konvertering (religion)
Konvertering, konversion, (av latinets convertere, "vända om") innebär att byta religion eller trossamfund, alltså att gå från att mer eller mindre aktivt ha bekänt sig till en trosuppfattning till att aktivt bekänna sig till en annan trosuppfattning. Ordet kan ha pejorativ värdeladdning[källa behövs], medan det vidare begreppet omvändelse föredras[källa behövs] vid konvertering till det egna samfundet,  och innebär att ställningstagandet sker vid en viss tidpunkt. Att en person utan religiös tillhörighet omvänder sig till en religiös rörelse brukar inte kallas att konvertera, inte heller att överge en religion för att övergå till ateism eller till en odefinierad livsåskådning, men kan beskrivas som avfällighet (apostasi).
Konvertit är person som konverterat till annan religion eller annat samfund. I en snävare mening avser termen konvertit endast den som övergått från en av de abrahamitiska religionerna till en annan sådan, eller mellan  de tre stora kristna kyrkofamiljerna, protestantismen, katolicismen och ortodoxa kyrkan.[källa behövs] Ordet är ovanligt vid samfundsbyten inom samma kyrkofamilj. I svenska språket avsåg konvertit förr i synnerhet person som konverterat till katolicismen.  Den som övergår från en icke-abrahamitisk religion till en abrahamitisk benämns proselyt, ett ord som ursprungligen avsåg konvertering till judendom. Den som övergår från en abrahamitisk religion till en icke-abrahamitisk religion benämns ibland renegat,[källa behövs] ett pejorativt ord som förr i synnerhet avsåg övergång från kristendom till islam.
Den som erhåller undervisning i avsikt att döpas till kristen, kallas i vissa kyrkor katekumen eller dopkandidat, för vilka särskilda regler finns. I fornkyrkan fanns ett bruk att en som ville bli döpt skulle få omfattande undervisning, bekänna och avsäga sig sitt tidigare syndfulla leverne och eventuell avgudadyrkan, och genomgå exorcism,[källa behövs] dvs. befrielse från onda andar, eftersom det ansågs vara svårare att bli renad efter ett dop än innan.
Vissa religiösa samfund utövar aktiv missionsverksamhet för att omvända personer med annan tro. Ett annat ord för att aktivt locka anhängare från annat samfund är proselytering. Detta förekommer i någon omfattning mellan alla världsreligionerna. Begreppet används även om de protestantiska frikyrkor som i huvudsak vuxit genom att värva medlemmar från andra protestantiska frikyrkor istället för genom omvändelse av icke troende.
Det kan anses som förräderi att lämna sin tro och lagar mot konvertering har förekommit i olika sammanhang till exempel i Indien, i Sverige före införandet av religionsfrihet, och i sharia-lagarna som stadgar dödsstraff för "avfall från tron".
Det förekommer även att individer under direkt hot tvingas konvertera till en annan religion genom tvång, vilket skedde i exempelvis i Spanien under 1400-talet. Många av de påtvingat konverterade har emellertid behållit sin gamla tro i hemlighet. Det kan finnas starka sociala krafter till att "påtvinga" såväl som "förbjuda" konvertering genom religionsförföljelse. Exempelvis kunde personer som gått över från Svenska kyrkans lära och deltog aktivt i olika väckelserörelser utvisas ur landet, häktas eller tappa sina jobb, före och strax efter konventikelplakatets avskaffande. I länder som praktiserar en sträng tolkning av sharia stadgar lagarna diskriminering av judar och kristna, vilket leder till en socialt låg status utan goda karriärmöjligheter där det tillämpas, och icke-religiösa personliga incitament för konvertering. Apostasi (avfall) från islam är straffbart.
En annan motivering kan vara giftermål med någon vars religion inte tillåter äktenskap med utomstående. Som exempel tillåter islam bröllop mellan en muslimsk man och icke muslimsk kvinna eftersom deras barn enligt muslimsk tro automatisk ses som muslimer, medan det motsatta är förbjudet. Även i kristendom och judendom finns ofta socialt motstånd mot giftermål med en som inte delar tron, men ceremoni som hanterar bägge religionerna är inte helt ovanligt. Inte sällan går den ena parten över till den andras religion efter en tids äktenskap ändå.

## Omvändelse till kristendom
Vissa väckelsekristna kyrkor betonar vikten av omvändelse för att erhålla Guds förlåtelse, rättfärdiggörelse, frälsning och pånyttfödelse. Denna syn innebär att Guds nåd inte är helt förbehållslös, utan kräver synergism, det vill säga människans samverkan genom ett aktivt val. Ibland talas om en emotionell frälsningsupplevelse som anses ge "frälsningsvisshet" genom det inre vittnesbördet.

## I Sverige
Religiösa hatbrott och religionsförföljelse i form av hot och våld har drabbat konvertiter i Sverige, exempelvis av familj, vänner och grannar som har svårt att acceptera att den utsatta har konverterat till kristendom. Personer som lämnar islam tycks vara den mest utsatta gruppen.

## Några kända konvertiter

### Konvertiter mellan de tre kristna kyrkofamiljerna
- Drottning Kristina
- Tony Blair
- Ulf Ekman
- Tom Hanks
- Sarah Palin
- Sven Stolpe

### Konvertiter mellan abrahamitiska religioner
- Ivan Aguéli
- Kurt Almqvist
- Mohammed Knut Bernström
- Bob Dylan
- Lars Gustafsson
- Tage Lindbom
- Josef Mässrur
- Yvonne Ridley
- Aposteln Paulus
- Cat Stevens
- Mike Tyson
- Malcolm X

### Konvertiter från icke-abrahamitiska religioner till kristendom
- Augustinus
- Olof Skötkonung

### Konvertiter från kristendom till asiatiska religioner
- Richard Gere
- George Harrison
- Claes Malmberg
- Ole Nydahl
- Julia Roberts
- Tina Turner